# Dudinka (Jenissei)
Die Dudinka (russisch Дудинка) ist ein etwa 200 km langer rechter Nebenfluss des Jenissei in Russland. Der Fluss verläuft im Taimyrski Dolgano-Nenezki rajon der Region Krasnojarsk im Norden von Sibirien. 

## Flusslauf
Der Flusslauf der Dudinka liegt nördlich des Polarkreises. Die Dudinka entspringt im Südteil des Lontokoiski-Kamen-Gebirges am Westrand des Mittelsibirischen Berglandes. Das Quellgebiet befindet sich 60 km südlich von Norilsk auf einer Höhe von etwa 370 m. Die Dudinka fließt anfangs etwa 20 km nach Südwesten und wendet sich im Anschluss bis Flusskilometer 80 nach Nordwesten. Danach fließt sie etwa 25 km in Richtung Nordnordost, bevor sie sich erneut nach Nordwesten wendet. 12 km oberhalb der Mündung trifft die Kosaja von Nordosten kommend auf die Dudinka.
Die Länge des Flusses beträgt ca. 200 km, sein Einzugsgebiet umfasst 5.970 km². An der Stelle, an der die Dudinka in den Jenissei mündet, liegt die nach dem Fluss benannte Stadt Dudinka am rechten Flussufer. Nahe der Mündung befinden sich Anlegestellen für Frachtschiffe, die im Jenissei verkehren. Von der Dudinka-Mündung sind es noch etwa 280 Kilometer Wasserweg bis zur Mündungsbucht des Jenissei.